# Marknadskontrollrådet
Marknadskontrollrådet är ett svenskt organ som samordnar frågor om marknadskontroll, det vill säga kontroll av att produkter på marknaden uppfyller de krav och regelverk som råder, exempelvis när det gäller märkningar och prövningar. I rådet sitter representanter från 16 statliga myndigheter som arbetar med marknadskontroll, gränsverksamhet eller handel. Marknadskontrollrådets ordförande är för Styrelsen för ackreditering och teknisk kontroll (Swedac). Swedac ansvarar också för marknadskontrollrådets sekretariat. 
Via Marknadskontrollrådet kan myndigheter nationellt och internationellt ta vara på varandras information och erfarenheter. Målen är bland annat att effektivisera kontrollen av marknaden och att sprida information till allmänheten om varor som inte lever upp till gällande krav. Marknadskontrollrådet ska göra det enklare för allmänheten att kontakta berörda myndigheter. De ska även samråda med andra myndigheter, företrädare för näringsliv, konsumenter och intressenter om betydelsen av marknadskontroll.
Rådet träffas fyra till fem gånger per år. På vartannat sådant möte finns även representanter från näringsliv och konsumentverksamhet närvarande. Större delen av verksamheten sker löpande, i form av årliga nationella marknadskontrollplaner. I marknadskontrollplanen sammanfattas de aktiviteter som myndigheterna gör gemensamt för att effektivisera marknadskontrollen.

## Myndigheter i marknadskontrollrådet
- Arbetsmiljöverket
- Boverket
- Elsäkerhetsverket
- Energimyndigheten
- Inspektionen för vård och omsorg
- Kemikalieinspektionen
- Kommerskollegium
- Konsumentverket
- Läkemedelsverket
- Myndigheten för samhällsskydd och beredskap
- Naturvårdsverket
- Post- och telestyrelsen
- Strålsäkerhetsmyndigheten
- Swedac
- Transportstyrelsen
- Tullverket